# Ato de Respeito ao Juramento de Sucessão
O Ato de Respeito ao Juramento de Sucessão (em inglês: Act Respecting the Oath to the Succession; 26 Henry VIII. C. 2) foi aprovado pelo Parlamento da Inglaterra em Novembro de 1534, explicitando todas as mediadas exigidas para prestar o juramento à Lei de Sucessão aprovada no ano anterior. Foi dado o título formal curto de Ato de Sucessão à Coroa de 1534 (em inglês: Succession to the Crown Act 1534).
A lei exigia que todos prestassem o juramento que reconhecia Ana Bolena como esposa legal de Henrique VIII e os seus filhos como legítimos herdeiros do trono. Quem se recusasse a prestar juramento era culpado de traição.
O Juramento de Sucessão em si foi mais longe do que o Ato original em várais maneiras. Ele exigia que as pessoas renunciassem o poder de qualquer «autoridade estrangeira ou potentada» e a repudiar qualquer juramento feito anteriormente a essa autoridade. Esta discrepância não passou despercebidas por Sir Thomas More, que alegou que ele tinha sido enviado para a Torre em "recusa deste juramento nada agradável com o estatuto". Ele pensou que Thomas Cromwell e Thomas Audley "fizeram das suas próprias cabeças adicionar mais palavras que vós» e, portanto, não foram capazes "por sua própria lei… justificar a minha prisão".
A recusa de prestar juramento levou à detenção de Sir Thomas More e do Bispo John Fisher, culpados de traição em 1534. Eles recusaram-se a prestar juramento, pois incluía a renúncia ao Papa e ao casamento entre Henrique VIII e Catarina de Aragão, que foi anulado e contra a decisão da Igreja Católica Romana. More e Fisher foram decapitados em 1535.